# 青春水库
青春水库是中国安徽省滁州市定远县境内的一座水库，位于淮河支流池河上，建于1981年。水库正常库容为1120万立方米，集雨面积为40平方千米，海拔为52米。